# Sharron Davies
Sharron Davies (Reino Unido, 1 de noviembre de 1962) es una nadadora  retirada especializada en pruebas de cuatro estilos, donde consiguió ser subcampeona olímpica en 1980 en los 400 metros.

## Carrera deportiva
En los Juegos Olímpicos de Moscú 1980 ganó la medalla de plata en los 400 metros estilos, con un tiempo de 4:46.83 segundos, tras la alemana Petra Schneider  (oro con 4:36.29 segundos) y por delante de la polaca Agnieszka Czopek.
Además en el campeonato europeo de Jönköping de 1977 ganó dos medallas de bronce: 400 metros estilos y en relevos de 4x100 metros estilo libre.